# Vliegtuigindustrie
De vliegtuigindustrie is de industrie die zich toelegt op het ontwerpen en bouwen van vliegtuigen. Het is een onderdeel van de lucht- en ruimtevaartindustrie.
Op Europees niveau wordt de industrie vertegenwoordigd door onder meer de AeroSpace and Defence Industries Association of Europe (ASD).

## Geschiedenis
Vrij spoedig nadat de gebroeders Wright met hun dubbeldekker het luchtruim hadden gekozen, ontwikkelde zich de industrie. Vaak waren het autofabrikanten, zoals het Italiaanse Fiat en het Zweedse Saab, die zich in de vliegtuigindustrie begaven. Beide hebben straaljagers gebouwd.